# ヴァンダリア (イリノイ州)

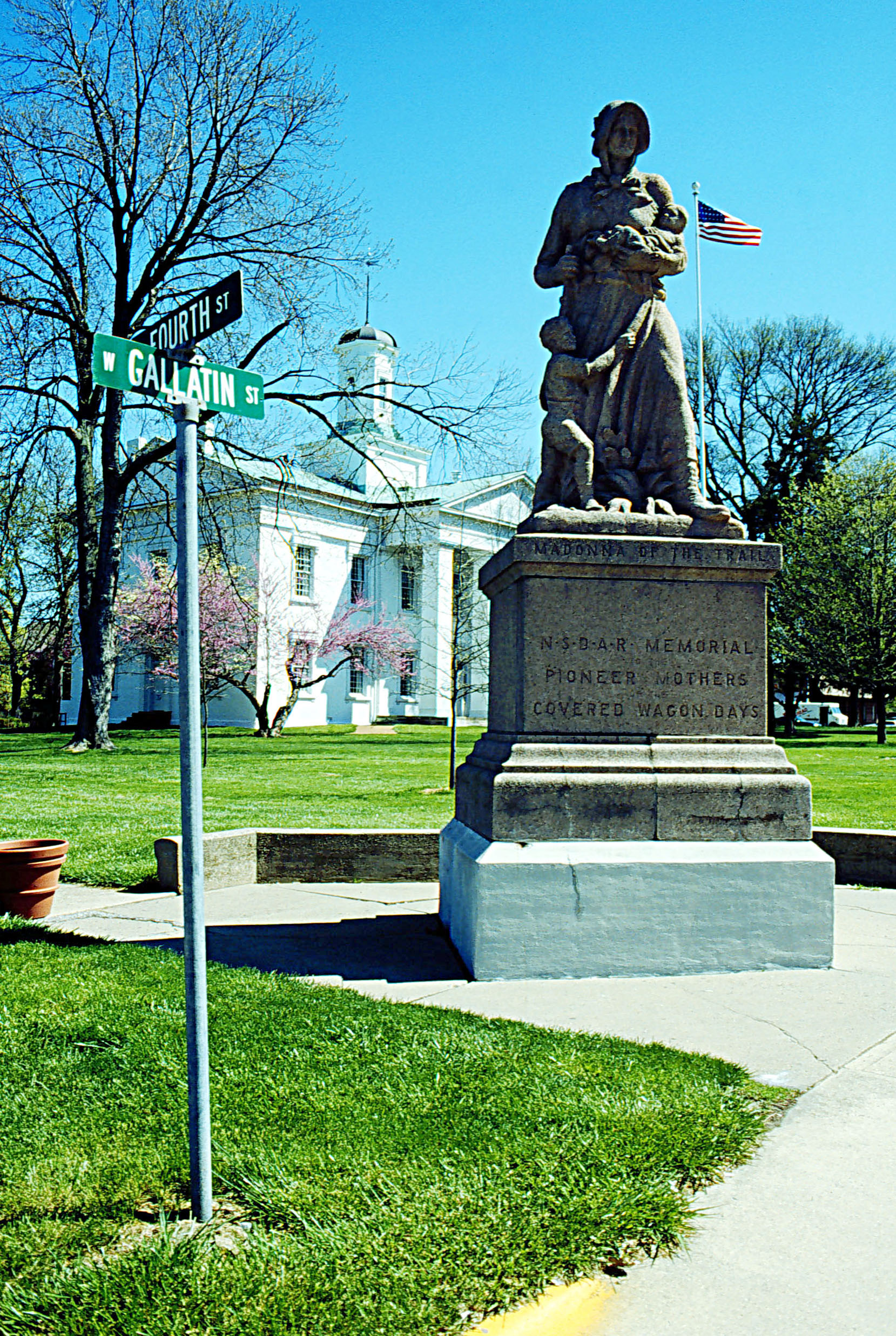
ヴァンダリア旧州議事堂の前に立つ、Madonna of the Trailの像

ヴァンダリア (Vandalia) はアメリカ合衆国イリノイ州ファイエット郡の都市であり、同郡の郡庁所在地である。2020年の国勢調査での人口は7,458人。ヴァンダリアはセントルイスの北東111km（69マイル）に位置し、カスカスキア川沿いにある。1819年から1839年に州都が現在のスプリングフィールドに移るまで、イリノイ州の州都として機能していた。ヴァンダリアは長年にわたりカンバーランド道路の西の終着点だった。1836年以降、ヴァンダリアにはヴァンダリア州議事堂州立史跡がある。

## 歴史
1819年、この都市はミシシッピ川沿いのカスカスキア（度重なる洪水に遭い、2000年の国勢調査では僅か人口9人となってしまった村）より遷都され、1839年に再びスプリングフィールドに遷都されるまでの期間、イリノイ州の州都であった。
人口は1900年に2,665人、1910年には2,974人、1940年には5,288人を記録している。

## 地理
ヴァンダリア市は、北緯38度58分5秒 西経89度6分7秒 / 北緯38.96806度 西経89.10194度、ミズーリ州セントルイスより69マイル（111km）ほど北東に移動した場所に位置している。
アメリカ合衆国統計局によると、ヴァンダリア市は総面積14.7km² (5.7mi²) である。そのうち14.7km² (5.7mi²) が陸地であり、0.1 km² (0.04 mi²) が水域である。総面積の0.35%が水域となっている。

## 人口動静
以下は2000年の国勢調査における人口統計データを参照している。
基礎データ
- 人口: 6,975人
- 世帯数: 2,344世帯
- 家族数: 1,425家族
- 人口密度: 475.8人/km²（1,231.3人/mi²）
- 住居数: 2,543軒
- 住居密度: 173.5軒/km²（448.9軒/mi²）

人種別人口構成
- 白人: 83.57%
- アフリカン・アメリカン: 15.01%
- ネイティブ・アメリカン: 0.13%
- アジア人: 0.30%
- その他の人種: 0.50%
- 混血: 0.49%
- ヒスパニック・ラテン系: 1.71%

世帯と家族（対世帯数）
- 18歳未満の子供がいる: 28.6%
- 結婚・同居している夫婦: 45.3%
- 未婚・離婚・死別女性が世帯主: 11.2%
- 非家族世帯: 39.2%
- 単身世帯: 35.1%
- 65歳以上の老人1人暮らし: 17.2%
- 平均構成人数
  - 世帯: 2.25人
  - 家族: 2.90人

年齢別人口構成
- 18歳未満: 18.3%
- 18-24歳: 12.4%
- 25-44歳: 34.3%
- 45-64歳: 17.9%
- 65歳以上: 17.1%
- 年齢の中央値: 36歳
- 性比（女性100人あたり男性の人口）
  - 総人口: 134.4
  - 18歳以上: 144.4

収入と家計
- 収入の中央値
  - 世帯: 30,857米ドル
  - 家族: 39,762米ドル
  - 性別
    - 男性: 27,342米ドル
    - 女性: 19,109米ドル
- 人口1人あたり収入: 14,918米ドル
- 貧困線以下
  - 対人口: 15.6%
  - 対家族数: 8.9%
  - 18歳未満: 21.4%
  - 65歳以上: 13.8%